# Sojuz MS-25
Sojuz MS-25 (rusky: Союз МC-25, anglicky: Soyuz MS-25, označení NASA: ISS 71S) byla ruská kosmická loď řady Sojuz, která na Mezinárodní vesmírnou stanici (ISS) dopravila tříčlennou posádku, jejíž dva členové se stali 21. návštěvní expedicí a na Zemi se vrátili po zhruba 2 týdnech v lodi Sojuz MS-24. Zbylá členka posádky se zapojila do dlouhodobé Expedice 71. Poprvé v historii vynesl Sojuzu do vesmíru 2 ženy. Start se uskutečnil 23. března 2024, loď po půl roce připojení k ISS přistála 23. září 2024.

## Posádka
Hlavní posádka:
- Oleg Novickij (4), velitel, Roskosmos (jen při startu) /  Oleg Kononěnko (5), velitel, Roskosmos (jen při přistání)
- Maryna Vasileuská (1), účastnice kosmického letu, NAKIB (jen při startu) /  Nikolaj Čub (1), palubní inženýr, Roskosmos (jen při přistání)
- Tracy Caldwellová Dysonová (3), palubní inženýrka, NASA

Záložní posádka
- Ivan Vagner
- Anastasija Lenkovová, účastník kosmického letu, NAKIB
- Donald Pettit

## Příprava a průběh letu
Počátkem února 2022 zveřejnilo Středisko přípravy kosmonautů J. A. Gagarina na svém webu první podobu posádky Sojuzu MS-25 pro budoucí Expedici 71 na ISS, kterou tvořili velitel a zkušený kosmonaut Alexej Ovčinin a dva palubní inženýři, nováčci Sergej Mikajev a Alexandr Grebjonkin. Také do záložní posádky byli jmenováni veterán a dva nováčci – Sergej Ryžikov, Alexej Zubrickij a Alexandr Gorbunov. V červnu 2022 při dalším zveřejnění posádek se Ryžikov přesunul místo Ovčinina do hlavní posádky v jeho uvolněné místo v záložní posádce obsadil Sergej Kuď-Sverčkov.
Na přelomu let 2022 a 2023 se do rozložení posádek k misím promítly dvě události. Jednak kvůli závadě na Sojuzu MS-22 spočívající v úniku chladiva z chladicího systému v prosinci 2022 Roskosmos po několika týdnech analýz rozhodl, že loď přistane bez posádky a místo ní k ISS přiletí – také bez posádky – Sojuz MS-23 určený původně pro členy Expedice 69. Ti byli přeřazeni do Expedice 70, resp. Sojuzu MS-24, a podobně byly posunuty všechny další sestavené posádky. Kromě toho počátkem léta 2022 padlo rozhodnutí, že v jednom z nadcházejících letů poletí v Sojuzu na ISS ke krátkodobé misi běloruská kosmonautka. Současně byl zahájen výběr kandidátek, a dvě finalistky, Maryna Vasileuská a Anastasija Lenkovová zahájily koncem července ve Hvězdném městečku výcvik.
K definitivnímu stanovení posádky letu Sojuzu MS-25 tak došlo až koncem května 2023 rozhodnutím příslušné meziresortní komise – na ISS poletí na jaře 2024 jako velitel Oleg Novickij, americká astronautka Tracy Caldwellová Dysonová a Maryna Vasileuská jako první občan Běloruska v historii. NASA potvrdila nominaci Američanky v září 2023, přičemž ze startující trojice pouze ona zůstane se svou lodí na stanici půl roku – stane se členkou Expedice 71 a teprve na jejím konci se vrátí na Zemi. Novickij s Vasileuskou naproti tomu odletí zpět už zhruba po týdnu pobytu v Sojuzu MS-24 s členkou jeho posádky Loral O'Harovou, vracející se z půlročního pobytu v rámci Expedice 70. Zbylí členové posádky Sojuzu MS-24 – Oleg Kononěnko a Nikolaj Čub – se po svém ročním pobytu vrátí na Zemi v Sojuzu MS-25 s Tracy Caldwellovou Dysonovou na podzim 2024.
V srpnu 2023 Roskosmos zveřejnil očekávaný termín startu – 13. března 2024. V polovině ledna 2024 však oznámil, že se start uskuteční o 8 dní později, 21. března 2024 v 13:21 UTC a téhož dne kolem 16:39 UTC se připojí k Mezinárodní vesmírné stanici. 

### Průběh letu
První pokus o start lodi s výrobním číslem 756 z kazašského Bajkonuru byl 21. března 2024 zrušen asi 20 sekund před plánovaným časem. Generální ředitel Roskosmosu Jurij Borisov krátce po události informoval, že příčinou automatického zastavení odpočítávání byl pokles napětí chemického zdroje elektřiny v jednom ze čtyř bočních přídavných sestav motorů, a to z 27 voltů na 3 volty. S novou možností odstartovat bylo nutné počkat, než k ISS přiletí a spojí se s ní nákladní loď SpaceX CRS-30 se startem plánovaným na 21. března 2024 v 20:55 UTC a připojením k ISS 23. března 2024 v 11:30 UTC. Podle Borisova tak termín startu Sojuzu MS-25 připadl na 23. března ve 12:36:10 UTC. Tento druhý pokus byl  úspěšný, vzlet nastal v 12:36:11 UTC. Loď se poté vydala k ISS, k níž doletěla nikoli za 3, ale za více než 50 hodin, a ke spodnímu portu modulu Pričal se připojila 25. března 2024 v 15:02:50 UTC.
Sojuz MS-25 zůstal u ISS do 23. září 2024, kdy s jeho odletem v 08:36:20 UTC skončila Expedice 71. Přistál v Kazachstánu v 11:59 UTC téhož dne.